# Cayo Dilio Vócula
Cayo Dilio Vócula (en latín, Gaius Dillius Vocula) († principios de 70) fue un senador romano del siglo I, que desarrolló su carrera política bajo Nerón y en el año de los cuatro emperadores. Se le conoce especialmente por su papel como legado de legión durante la revuelta de los bátavos de 69-70.

## Orígenes y familia
Vócula era natural de la colonia patricia Corduba (Córdoba, España), capital de la provincia Bética y estaba emparentado con el también senador Cayo Dilio Aponiano.
Contrajo matrimonio con Helvia Prócula, quien estaba emparentada con Helvia, la madre de Séneca, también natural de Corduba.

## Carrera
Conocemos su cursus honorum a través de las referencias de las Historias de Tácito y por su epitafio, dedicado a él en Roma por su esposa, y cuyo desarrollo es el siguiente:

C(aio) Dillio A(uli) f(ilio) Ser(gia) Voculae

trib(uno) milit(um) leg(ionis) I IIIIviro viarum curandar(um)

q(uaestori) provinc(iae) Ponti et Bith< y = I >niae trib(uno) pl(ebis) pr(aetori)

leg(ato) in Germania leg(ionis) XXII Primigeniae 4

Helvia T(iti) f(ilia) Procula uxor fecit

Su carrera comenzó bajo el emperador Nerón como tribuno laticlavio en la Legio I Germanica en su campamento de Bonna (Bonn, Alemania) en el distrito militar de Germania Inferior, para pasar a ser en Roma cuatorvir viarum curandarum, encargado del mantenimiento de las calles de la urbe, dentro del vigintivirato.
Su primera magistratura regular fue la cuestura, asignado al procónsul de la provincia senatorial Bitinia y Ponto, retornando a Roma para ser sucesivamente tribuno de la plebe y pretor.Ya con rango pretorio, hacia 67, fue enviado al distrito militar de Germania Superior como legado de la Legio XXII Primigenia en su base de Mogontiacum (Maguncia, Alemania).
Durante el año de los cuatro emperadores, Vócula recibió del gobernador Hordeonio Flaco el gobierno de facto de la provincia. Con la rebelión de los bátavos en plena efervescencia, Vócula y sus tropas fueron atacadas por sorpresa junto al campamento auxiliar de Asciburgium (Asberg, Alemania) por los bátavos a las órdenes de Julio Máximo y Claudio Víctor, salvándose la situación por la afortunada intervención de unas cohortes de vascones reclutadas por Galba el año anterior.
Vócula y sus tropas continuaron su camino hasta el campamento de Vetera, ocupado por los remanentes de las legiones V Alaudae y XV Primigenia, siendo asediado allí por Julio Civilis y sus tropas rebeldes al Imperio. Tratando de proteger una caravana de abastecimiento, Vócula salió de Vetera hacia el campamento auxiliar de Gelduba (Gellep, Alemania), con sus tropas y parte de la guarnición de Vetera, cuando sus soldados se rebelaron contra él. Consiguió continuar hasta la base legionaria de Novaesium (Neuss, Alemania), donde se unió a Hordeanio Flaco; allí las tropas se sublevaron en favor de Vitelio, ya muerto,y asesinaron a Flaco y si no pudieron hacerlo con Vócula es porque huyó disfrazado de esclavo. Los legionarios de la I Germánica, de la IV Macedónica y de la XXII Primigenia se arrepintieron de su actuación, se declararon partidarios de Vespasiano y aceptaron el mando de Vócula, bajo cuyas órdenes se dirigieron hacia la Mogontiacum (Maguncia, Alemania), que había sido asediada por los rebeldes de Civilis.
La evolución de la guerra civil, ya decantada a favor de Vespasiano, permitía pensar que pronto llegaría tropas al limes renano para enfrentarse a los rebeldes de Civilis y restablecer la situación, por lo que se planteó que hacer con las tropas que habían sido partidarias de Vitelio y Vócula, cabeza del partido flavio en la Germania romana, trataba de atraérselas, a pesar de que conspiraban para matarlo, por lo que se dirigió a la Colonia Claudia Ara Agrippinensium (Colonia, Alemania), para combatir a las tropas Julio Cásico y Julio Tutor, pero ante la traición de sus tropas, decidió retirarse de vuelta a Novaesium, pronunciando un discurso para intentar mantener la lealtad de sus soldados. No tuvo éxito y terminó siendo asesinado por el desertor de la Legio I Germanica Emilio Longino.
Sus cenizas fueron recuperadas cuando Petilio Cerial aplastó la rebelión de los bátavos y recupero el control romano sobre las provincias germanas y fueron remitidas a su esposa Helvidia Prisca, quien procedió a erigir el monumento funerario en Roma, cuya inscripción nos informa de la carrera de Vócula.